# Шельтинг, Алексей Елеазарович
Алексей Елеазарович Шельтинг (13 декабря 1710 — 17 февраля 1780, Ревель) — контр-адмирал, сын В. Шельтинга, представитель 2-го поколения рода Шельтингов в России.

## Биография
Сын шаубенахта Вейбранта Шельтинга, Алексей родился за год до смерти родителя, но нашел нового отца в капитане Петре Бернсе, за которого вдова шаубенахта, Доротея Фробус (Frobus), оставшаяся после смерти мужа в 1718 году с двумя малолетними детьми, вышла замуж. В 1730 году его мать подала императрице Анне Иоанновне прошение, в котором было сказано: «что так как сын плавал в течение шести лет с капитаном Бенсоном, то вероятно выучился у него морскому искусству и, невзирая на юность лет своих, сохранил всё в памяти». Учитывая заслуги отца, был принят во флот мичманом.

### В экспедиции Беринга

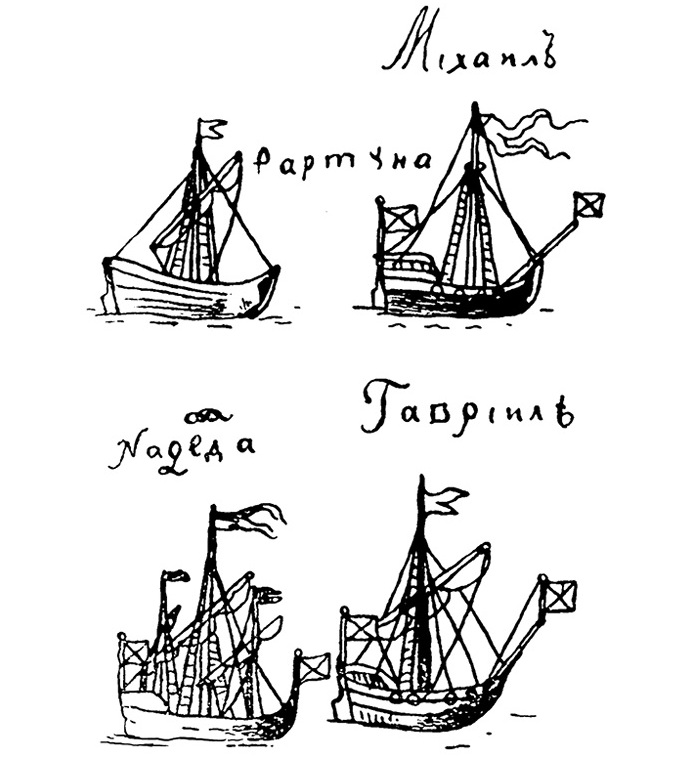
Суда построенные на охотских верфях Второй Камчатской экспедиции.

В 1733 году был по собственному желанию командирован в Вторую камчатскую экспедицию Беринга, в отряд капитана Шпанберга. До 1738 года находился в «разных посылках для транспорта, при отправлении припасов, материалов, перевозок и переправок оных по разным рекам и городам». В 1738 году, в Охотске принял командование над дубель-шлюпкой «Надежда» и плавал на ней от Охотска к Большерецкому острогу, Курильским островам и дошёл до о. Уруп.
В 1739 году с отрядом Шпанберга, командуя ботом «Святой Гавриил», Шельтинг прошёл от Большерецка до Курильских островов, где принял командование над дубель-шлюпкой «Надежда», на которой 14 июня 1739 достиг берегов Японии. На обратном пути, на широте 44 градуса «Надежда» в тумане отстала от отряда, попала в большое количество штормов и пришла в Большерецк только 31 августа, позже других судов. В Большерецке Шельтинг получил приказ доставить больных в Охотск. После трёх попыток пробиться в Охотск 7 октября вернулись в Большерецк, где и зимовали. 11 человек умерло. В 1740 году, командуя дубель-шлюпкой «Надежда», Шельтинг перешёл из Большерецка в Охотск.
В 1741 году, на дубель-шлюпке «Надежда», Шельтинг с геодезистом Гвоздевым описал устье рек Охты и Уды, ездил в Удской острог и произвел описание Шантарских островов.
В следующем году, командуя бригантиной «Архангел Михаил», плавал около Курильских и Японских островов. В июле Шельтинг вступив в командование дубель-шлюпкой «Надежда», получил команду продолжить описание западного побережья Охотского моря от устья реки Уда до устья Амура. 1 августа «Надежда» подошла к Сахалину на широте 50°10’С. Ш. Спустившись на юг до широты 45°34’С.Ш., (то есть примерно до местоположения современного посёлка Терней в Приморском крае) судно вошло в пролив, отделяющий Японию от Сахалина и впоследствии названный проливом Лаперуза. Из-за густого тумана не было видно берега, хотя он находился в шести милях.

«Токмо за великими на море, от противных ветров погодами, а паче же за великими туманами, видеть оного Амурского устья было невозможно.»
— из донесения Шельтинга капитану Шпанбергу 
.
20 августа из-за появившейся течи и недостатка провианта Шельтинг взял курс на Камчатку и, описав часть восточного берега Сахалина, в сентябре 1742 года возвратился в Охотск.
В 1743 году Шельтинг был произведен в лейтенанты и командирован из Охотска в Якутск для наблюдения за отправкой материалов и припасов для экспедиции Беринга. Находясь в экспедиции до 1744 года, всё время вёл журнал. В 1744 году вернулся в Санкт-Петербург.

### На Балтийском флоте
В 1747—1748 годах лейтенант Шельтинг командовал придворной яхтой «Декроне». В 1750 году мать Алексея Шельтинга подавала прошение в коллегию о назначении сына капитаном над Рижским портом за уважение к заслугам её мужей, первого — шаубенахта Шельтинга и второго — капитана Петра Бенса. Просьба эта была оставлена без последствий. До 1753 года плавал на разных судах, командовал фрегатом «Св. Яков», линейным кораблем «Селафаил».
В 1754 году Шельтинг произведён в капитан-лейтенанты. В 1758 году произведён в капитаны 3 ранга с назначением на должность советника при адмиралтейской конторе.
Во время семилетней войны командовал разными судами у берегов Пруссии. В 1760 году в чине капитана 2 ранга, командуя линейным кораблём «Святой Александр Невский», находился с флотом при взятии крепости Кольберг. За неудачную осаду Кольберга попал под суд, но вскоре прощён и через два года произведён в капитаны 1 ранга. В течение 5 лет командовал разными судами в эскадрах адмиралов Спиридова и Мордвинова. В 1766 году произведён в капитаны генерал-майорского ранга, и в течение 2-х лет был главным командиром Архангельского порта. Тогда ему было поручено снаряжение экспедиции В. Я. Чичагова к Северному полюсу. С 1768 по 1772 г. — генерал-казначей, а в 1772 году с получением звания контр-адмирала назначен был главным командиром Ревельского порта. Выбыл из службы в 1780 году.

## Семья
Жена — Ульрика Элеонора урождённая фон Хельвиг (Ulrika Eleonore von Helwig)
Дочь — Катарина (Екатерина Алексеевна) в замужестве Хвостова, за Александром Ивановичем Хвостовым, мать путешественника Н. А. Хвостова.
Дочь — Дарья Алексеевна в замужестве Шишкова (†1825), первая жена адмирала Александра Семёновича Шишкова.

## Память
В честь А. Е. Шельтинга названы:
- гора Шельтинга на восточном побережье о. Сахалин[6].
- залив Шельтинга, северное побережье Охотского моря[6].
- мыс Шельтинга на восточном побережье о. Сахалин[6][7].
- лагуна Шельтинга (северное побережье Охотского моря)[6].
- мыс Шельтинга (Японское море, полуостров Корея, 35°32′ с.ш., 129°22′ в.д., мыс обследован в 1893 году экипажем канонерской лодки «Бобр», им же присвоено название мысу, в настоящее время русское название на карты не наносится)[8].
- посёлок Шельтинга в Ольском районе Магаданской области Российской Федерации..
- Рыболовецкое судно «Мыс Шелтинга» Бортовой номер и название: Х-0524, ИМО №: 9053359, год постройки: 1995, Страна постройки: Германия[9].